# ژلزنودوروژنوگو راززدا نو۶
ژلزنودوروژنوگو راززدا نو۶ (به لاتین: Zheleznodorozhnogo razezda №۶) یک منطقهٔ مسکونی در روسیه است که در استان آستراخان واقع شده‌است.